# Algorytm Gaussa-Newtona

Symulacja przedstawiająca proces dopasowania funkcji do danych surowych. W górnym wykresie przedstawiono dane surowe i dopasowywaną do niej funkcję. Na dolnym wykresie przedstawiono znormalizowaną sumę kwadratów błędów.

Algorytm Gaussa-Newtona (ang. Gauss-Newton algorithm) – algorytm iteracyjny będący rozszerzeniem metody Newtona na sytuacje, w których poszukuje się minimum dla funkcji nieliniowej. Algorytm jest wykorzystywany w analizie regresji nieliniowej do rozwiązywania nieliniowych problemów najmniejszych kwadratów, a więc do wyznaczenia takiej funkcji nieliniowej, która będzie najlepiej dopasowana do danych.
Poprzez połączenie algorytmu Gaussa-Newtona i metody najszybszego spadku powstał algorytm Levenberga-Marquardta (nazywany też metodą Marquardta), będący najczęściej używanym w ramach procedury regresji nieliniowej wykonywanej na potrzeby badań farmakologicznych i biochemicznych.
Nazwa algorytmu pochodzi od nazwiska niemieckiego matematyka Carla Friedricha Gaussa oraz angielskiego fizyka Izaaka Newtona.